# Морткин, Иван Юрьевич
Князь Иван Юрьевич Морткин († 1604) — голова, воевода и наместник во времена царствования Ивана IV Васильевича Грозного и Бориса Годунова.
Старший из двух сыновей князя Юрия Ивановича Морткина. Имел брата князя Андрея Юрьевича, упомянутого первым головою Сторожевого полка в Коломне при князе Куракине (1576).

## Биография
В Дворовой тетради записан, как дворовый, сын боярский по Ржеву. Помещик Ржевского, Старицкого и Суздальского уездов (1550). Помещик Казанского уезда (1565). В земском боярском списке значится выборным дворянином по Белой с окладом 550 четвертей земли (1577). Отправлен наместником и воеводой в Карачев (1578/79), с пожалованием Ивана Грозного и выдачей кормленной грамоты на город. Воевода в третьей части Пскова (1580). В 1580-1581 годах голова в Пскове в большом городе. В 1585 году выкуплен из польского плена, а когда туда попал — неизвестно. В 1586 году упомянут наместником, а где не сказано. В 1587 году первый воевода, и далее в 1588 году поочерёдно: воевода и наместник в Новосиле и сходный воевода в первом Сторожевом полку окраинных войск, во втором Передовом полку, а в третьем полку с князем Хворостиным в войсках правой руки, а по второму разряду сходный воевода из Белёва в Передовом полку окраинных войск. Наместник и воевода в Новосиле (1586—1588).  Выборный дворянин из Суздаля с окладом 600 четвертей (1588—1589). Стоял воеводой в Туле, ожидая набег крымских татар (лето-осень 1587). Служил в Новгороде (1588—1589). Объезжий голова в Москве в новом каменном царёвом городе за Неглинной до Москвы-реки (1591). Воевода в Алатыре (1597). В 1599 году второй объезжий голова в деревянном городе в Москве. В 1600 году объезжий голова в Москве от Москвы-реки до Арбата. Первый воевода в Путивле (1600—1601). Вновь объезжий голова в Москве, в деревянном городе, за Москвою-рекою и тогда же послан на Вятку. Послух в духовном завещании князя Ф. И. Хворостина (1603).
Умер († 1604). От брака имели единственного сына, князя Андрея Ивановича. Вдова его княжна Акулина (Акилина) вместе него послала в войско одного конного воина.

## Критика
В Российской родословной книге П.В. Долгорукова, князь Иван Юрьевич, показан сыном князя Юрия Ивановича. В родословной книге М.Г. Спиридова показан сыном князя Юрия Даниловича Морткина. В родословной росписи поданной в 1682 году в Палату родословных дел князь Иван Юрьевич — не значится.